# بيت أبو حلوس (الطيال)

تعديل مصدري - تعديل

بيت أبو حلوس هي إحدى قرى عزلة بني جبر بمديرية الطيال التابعة لمحافظة صنعاء، بلغ تعداد سكانها 533 نسمة حسب تعداد اليمن لعام 2004.